# Brassaiopsis chengkangensis
Brassaiopsis chengkangensis är en araliaväxtart som beskrevs av Hu. Brassaiopsis chengkangensis ingår i släktet Brassaiopsis och familjen Araliaceae. Inga underarter finns listade.